# 格倫伍德鎮區 (明尼蘇達州波普縣)
格倫伍德鎮區（英語：Glenwood Township）是位於美國明尼蘇達州波普縣的一個行政鎮區。

## 地方資料
格倫伍德鎮區的面積為106.86平方千米，當中陸地面積為103.52平方千米，而水域面積為3.34平方千米。根據2020年美國人口普查的數據，當地共有人口1169人，而人口密度為每平方千米10.94人。